# Егла
Егла (грч. Αἴγλη) је у грчкој митологији било име више личности.

## Етимологија
Име Егла значи „сјајна“.

## Митологија
- Према Паусанији, била је најлепша од свих нимфи најада (или је била Океанида[2]), кћерка Зевса и Неере. Са Хелијем је имала кћерке харите.[3]
- Према Аполодору и Сервију, била је једна од Хесперида.[3] Неки извори изједначавају ове две личности; да је била мајка харита и Хесперида, односно кћерка Хеспериде и Атланта. Неки су је сматрали кћерком Ноћи (Никс).[4]
- Према Хигину, била је Фаетонтова сестра, кћерка Хелија и Климене. Када јој је брат умро, толико је жалила, да су је богови, попут њених сестара, претворили у тополу.[3]
- Нимфа, Панопејева кћерка, коју је волео Тезеј и због које је одбацио Аријадну. Њу су помињали Плутарх и Атенеј.[3]
- Једна од Асклепијевих кћерки коју је имао са Лампетијом или Епионом. Своје име „блистава“ или „раскошна“ је добила или због изгледа здравог људског тела или због поштовања лекарске вештине.[3] Она је представљала божанство доброг људског здравља.[5]
- Према Нону, била је једна од Дионисових дадиља.[6]